# Státní znak Uruguaye
Státní znak Uruguaye je tvořen oválným štítem postaveným na výšku, z jehož horní části vychází květnové slunce, připomínající vyhlášení nezávislosti Sjednocených provincií La Platy 25. května 1810. Štít je lemován olivovou a vavřínovou ratolestí, které jsou dole svázány modrou stuhou.
Štít je rozdělen na čtyři pole. První nese zlaté váhy (symbol spravedlnosti) na modrém pozadí. Druhé je bílé s vyobrazením montevidejské pevnosti Fortaleza del Cerro na kopci nad mořem. Třetí pole zobrazuje černého kráčejícího koně na bílém pozadí jako ztělesnění svobody a čtvrté pole je modré se zlatým volem symbolizujícím hojnost.
Znak byl přijat uruguayským parlamentem 19. března 1829 a jeho užívání upravil prezidentský dekret vydaný 26. října 1908.